# Pfarrkirche Penk

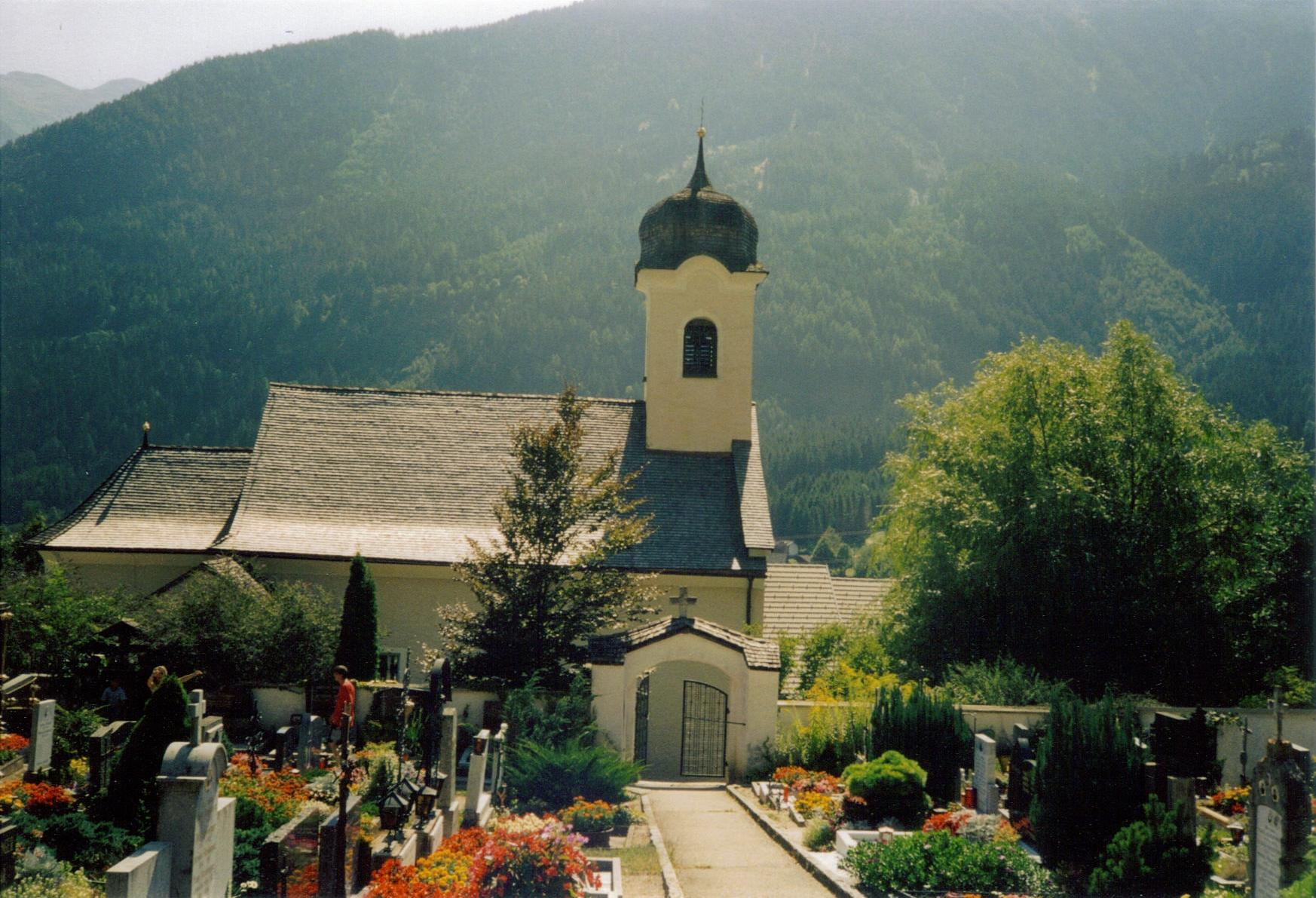

Die römisch-katholische Pfarrkirche Penk in der Gemeinde Reißeck im Bezirk Spittal an der Drau im Bundesland Kärnten ist dem heiligen Nikolaus geweiht. Die 1233 erstmals genannte Kirche wurde 1988 renoviert, dabei wurde die Architekturpolychromie von 1808 wiederhergestellt.

## Bauwerk
Der barockisierte Bau mit romanischem Kern besitzt einen geraden Chorabschluss aus dem ersten Viertel des 18. Jahrhunderts. Die Fassade wird von zarten Pilastern, deren Kapitelle mit Lambrequinmotiven verziert sind, gegliedert. Über dem Giebel der Westwand erhebt sich ein gemauerter Turm mit Glockenhelm. Die Glocke wurde 1741 von Franz Anton Mayer gegossen. Nördlich des Chores ist die Sakristei angebaut.
Das zweijochige Langhaus ist flach gedeckt. Im Eingangsjoch ist eine gemauerte Empore über Säulenarkatur eingestellt. Ein rundbogiger Triumphbogen verbindet das Langhaus mit dem Chor. Über dem Altarraum mit abgerundeten Ecken und Pilastern erhebt sich ein Flachgewölbe mit Stuckrahmenfeld.

## Einrichtung
Der Hochaltar mit einem Nikolausbild und die Kanzel stammen aus dem Jahre 1766. Der nachbarocke Seitenaltar zeigt im Relief den heiligen Josef mit Jesuskind und wurde wie die Konsolstatuen der Apostel Petrus und Paulus im Chor Anfang des 19. Jahrhunderts geschaffen.
Die geschnitzte Schutzengelgruppe an der nördlichen Langhauswand stammt aus dem Rokoko.